# Loser (filme)
Loser (bra: O Otário; prt: Um Azarado de Sorte) é um filme estadunidense de comédia romântica de 2000, estrelado por Jason Biggs, Mena Suvari e Greg Kinnear e dirigido por Amy Heckerling.

## Sinopse
Paul Tannek (Jason Biggs), um garoto inteligente de cidade pequena do Centro-Oeste é aceito na Universidade de Nova Iorque com uma bolsa de estudos acadêmica. Tentando seguir o conselho de seu pai (Dan Aykroyd) ele tenta ganhar amigos tentando ser educado e interessado nos outros. Suas tentativas são notadas por seus novos colegas de quarto Chris (Thomas Sadoski), Adam (Zak Orth) e Noah (Jimmi Simpson), três meninos ricos, mimados e detestáveis da cidade que consideram seu comportamento educado, formação da classe trabalhadora e determinação para a educação manca e o marcam como um perdedor. Para salvar sua reputação, o trio inventa uma história falsa para a administração da habitação sobre a atitude de Paul e o expulsa do dormitório. Paul fica em um hospital veterinário. Chris encontra Paul e novamente inventa outra história sobre como eles estavam tentando ajudá-lo como uma manobra para Paul deixá-los usar o hospital para dar festas, depois de um incidente onde um residente no dormitório ficou doente com intoxicação alcoólica proibindo-os de realizar qualquer festa.
Paul conhece a colega Dora Diamond (Mena Suvari) e desenvolve uma atração por ela, sem saber que ela está tendo um caso com seu condecorado, mas altamente pretensioso professor de inglês Edward Alcott (Greg Kinnear). Dora é tão inteligente quanto Paul, mas não tem uma bolsa de estudos e trabalha como garçonete em um clube de striptease para pagar sua mensalidade até que ela seja demitida sem cerimônia. Para evitar um longo trajeto diário que ela não pode mais pagar, Dora pede a Alcott para deixá-la viver com ele por um tempo, ao qual ele recusa por egoísmo por medo de perder seu mandato na universidade se seu relacionamento for descoberto. Paul e Dora se esbarram uma noite e Paul a convida para um show do Everclear depois de descobrirem quando se conheceram que ela era uma fã. Dora concorda com o encontro, mas primeiro vai a uma entrevista de emprego para um turno da noite em uma loja de conveniência, mas é negado o cargo porque ela é uma mulher. Adam está na mesma loja comprando cerveja e finge ser simpático como uma manobra para convidá-la para uma festa que ela aceita, mas diz que ela só estará lá por um curto período de tempo para que ela possa conhecer Paul. Na festa, um dos rapazes coloca um flunitrazepam na bebida de Dora e ela desmaia. Paul retorna abatido do show para uma enorme bagunça e uma Dora sem resposta e imediatamente a leva para o hospital. No hospital, Paul finge ser seu namorado, já que nem ele nem Dora podem se dar ao luxo de mantê-la lá durante a noite. Ele também descobre que Dora listou Alcott como seu caso de contato de emergência que ele diz a Chris na manhã seguinte sem pensar. Alcott diz aos oficiais de emergência que não a conhece quando o contataram.
Paul se liga a Dora enquanto ela se recupera e eles começam a desenvolver sentimentos um pelo outro; ele também descobre que Dora não pode ver além de sua paixão cega com Alcott mesmo quando ela diz que mesmo que ele a ame, ele não quer um relacionamento. Enquanto Paul continua com seus estudos, Dora procura um novo emprego. Ela tira Paul da aula e o convida para comemorar receber um lugar em uma experiência médica. Eles roubam um pão de uma padaria, café de um distribuidor no parque e entram escondidos em um show da Broadway. Paul sai para pegar uma pizza e um filme para ambos esperando que isso possa levar a algo mais entre eles apenas para voltar para encontrar Alcott com Dora e saber que Alcott mudou de ideia sobre Dora viver com ele. Alcott revela a Dora que Chris, Noah e Adam estão chantageando-o com o conhecimento de seu relacionamento em troca de uma nota passageira em seu histórico escolar e também diz a ela que ele acredita que Paul está envolvido. Depois de descobrir que havia flunitrazepam na festa, Paul rouba o suprimento de Noah e os substitui por placebos. Paul então faz uma visita ao escritório de Alcott para perguntar como Dora está e é dado seu exame final como um teste de Alcott para comprar seu silêncio, Paul toma o terreno moral elevado e recusa o teste, colocando em risco sua bolsa de estudos e lugar na universidade.
Dora, desde que vive com Alcott, tornou-se sua garota de recados e ouve Paul ao telefone com seu pai falando sobre o quanto ele sente falta dela. Alcott então admite que soube que Paul não teve nada a ver com a chantagem, mas ainda pretende falhar com ele. Dora então percebe que Paul é quem realmente a ama e termina seu caso com Alcott, começando um relacionamento com Paul. Depois, o comportamento de Adam, Noah e Chris leva a melhor sobre eles e suas vidas despencam em fracasso, Alcott é descoberto e enviado para a prisão por ter um caso com um aluna que é menor de idade, e Paul e Dora permanecem felizes em seu relacionamento.[carece de fontes?]

## Elenco
- Jason Biggs como Paul Tannek
- Mena Suvari como Dora Diamond
- Greg Kinnear como Professor Edward Alcott
- Zak Orth como Adam
- Tom Sadoski como Chris
- Jimmi Simpson como Noah
- Bobby Slayton como Sal
- Dan Aykroyd como Sr. Tannek
- Twink Caplan como Gena
- Andrea Martin como Professor
- Robert Miano como Victor
- Meredith Scott Lynn como garota amante de cães
- Stuart Cornfeld como capataz
- Taylor Negron como fotógrafo
- Catherine Black como garota com jaqueta militar
- Steven Wright como cara do bar
- Andy Dick como funcionário do escritório
- Colleen Camp como sem-teto
- David Spade como funcionário de loja de vídeo
- Alan Cumming como ele mesmo/Emcee (em Cabaret)
- Brian Backer como Doutor
- Everclear (Art Alexakis, Greg Eklund, e Craig Montoya) como eles mesmos

## Música
A música foi composta por David Kitay. As músicas apresentadas no filme foram lançadas como trilha sonora e estão listadas abaixo.

### Loser Soundtrack

#### Lista de faixas
| N.º | Título                                                                              | Performed by    | Duração |  |
| 1.  | "Don't Fight It Baby"                                                               | Five            | 3:05    |  |
| 2.  | "Teenage Dirtbag"                                                                   | Wheatus         | 4:07    |  |
| 3.  | "Pretty Fly (For a White Guy)"                                                      | The Offspring   | 3:07    |  |
| 4.  | "Blue (Da Ba Dee)"                                                                  | Eiffel 65       | 3:29    |  |
| 5.  | "Out of My Head"                                                                    | Fastball        | 2:32    |  |
| 6.  | "What's My Age Again?"                                                              | Blink-182       | 2:26    |  |
| 7.  | "Magna Cum Nada"                                                                    | Bloodhound Gang | 4:00    |  |
| 8.  | "Right Now"                                                                         | SR-71           | 2:47    |  |
| 9.  | "I Will Buy You a New Life"                                                         | Everclear       | 3:58    |  |
| 10. | "Aurora"                                                                            | Foo Fighters    | 5:50    |  |
| 11. | "Mint Car"                                                                          | The Cure        | 3:29    |  |
| 12. | "The Bad Touch"                                                                     | Bloodhound Gang | 4:20    |  |
| 13. | "She's So High"                                                                     | Tal Bachman     | 3:44    |  |
| 14. | "So Much for the Afterglow" (The song was used for the concert event in the movie.) | Everclear       | 3:53    |  |

## Recepção
O filme recebeu críticas negativas. Rotten Tomatoes dá ao filme uma pontuação de 24% com base em críticas de 96 críticos, com uma classificação média de 4,2/10. O consenso do site afirma: "Na grande tradição dos filmes adolescentes, Loser aparece como outro filme previsível e subscrito sem nada de novo para oferecer."
Roger Ebert dá ao filme duas estrelas de quatro. Ele gostou da performance de Kinnear e gostou da química entre os protagonistas, mas achou totalmente incomum.
O crítico de cinema James Berardinelli deu ao filme 3.0/4.0 estrelas, afirmando que o filme foi uma das "surpresas agradáveis" da temporada de 2000.
O filme estreou em oitavo lugar nas bilheterias norte-americanas, fazendo US$ 6 008 611 em seu fim de semana de estreia. O filme gerou um total de US$ 15 618 626 nos EUA. Ele falhou ainda mais quando lançado em todo o mundo, arrecadando um total de apenas US$ 2 786 080. O filme não quebrou nem mesmo em seus custos de produção.